# Sauclières
 (avril 2025).
La mise en forme du texte ne suit pas les recommandations de Wikipédia : il faut le « wikifier ».
Les points d'amélioration suivants sont les cas les plus fréquents. Le détail des points à revoir est peut-être précisé sur la page de discussion.
- Les titres sont pré-formatés par le logiciel. Ils ne sont ni en capitales, ni en gras.
- Le texte ne doit pas être écrit en capitales (les noms de famille non plus), ni en gras, ni en italique, ni en « petit »…
- Le gras n'est utilisé que pour surligner le titre de l'article dans l'introduction, une seule fois.
- L'italique est rarement utilisé : mots en langue étrangère, titres d'œuvres, noms de bateaux, etc.
- Les citations ne sont pas en italique mais en corps de texte normal. Elles sont entourées par des guillemets français : « et ».
- Les listes à puces sont à éviter, des paragraphes rédigés étant largement préférés. Les tableaux sont à réserver à la présentation de données structurées (résultats, etc.).
- Les appels de note de bas de page (petits chiffres en exposant, introduits par l'outil «  Source ») sont à placer entre la fin de phrase et le point final[comme ça].
- Les liens internes (vers d'autres articles de Wikipédia) sont à choisir avec parcimonie. Créez des liens vers des articles approfondissant le sujet. Les termes génériques sans rapport avec le sujet sont à éviter, ainsi que les répétitions de liens vers un même terme.
- Les liens externes sont à placer uniquement dans une section « Liens externes », à la fin de l'article. Ces liens sont à choisir avec parcimonie suivant les règles définies. Si un lien sert de source à l'article, son insertion dans le texte est à faire par les notes de bas de page.
- La présentation des références doit suivre les conventions bibliographiques. Il est recommandé d'utiliser les modèles {{Ouvrage}}, {{Chapitre}}, {{Article}}, {{Lien web}} et/ou {{Bibliographie}}. Le mode d'édition visuel peut mettre en forme automatiquement les références.
- Insérer une infobox (cadre d'informations à droite) n'est pas obligatoire pour parachever la mise en page.

Pour une aide détaillée, merci de consulter Aide:Wikification.
Si vous pensez que ces points ont été résolus, vous pouvez retirer ce bandeau et améliorer la mise en forme d'un autre article.

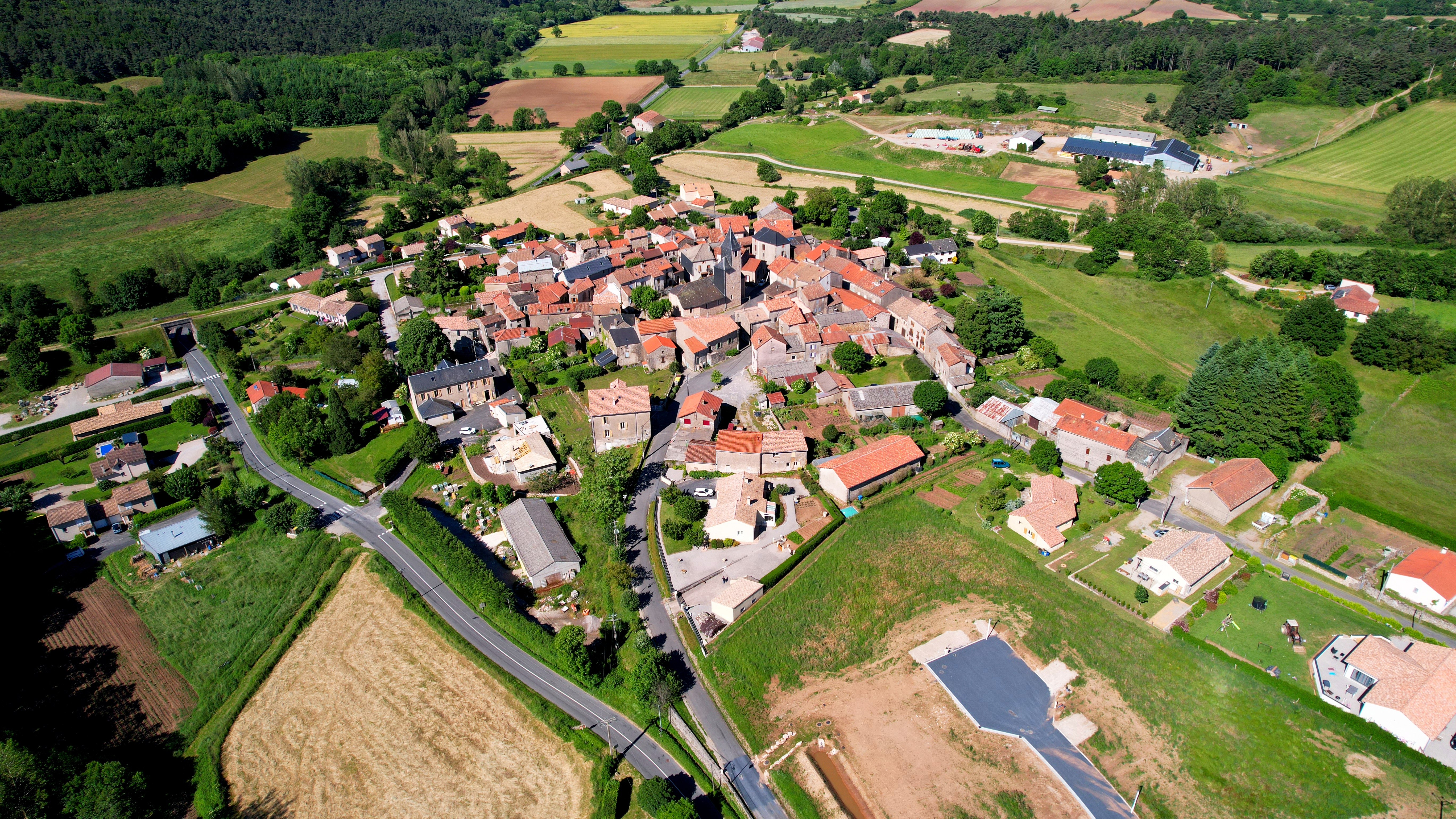
Vue aérienne de Sauclières

Sauclières est une commune française située dans le département de l'Aveyron, en région Occitanie.

## Géographie

### Localisation
Sauclières se situe dans le sud-est du département de l'Aveyron, à la limite de celui du Gard, au sud-est du plateau du Larzac et à 27 km au sud-est de Millau à vol d'oiseau.

### Communes limitrophes
Les communes limitrophes sont  Alzon, Campestre-et-Luc, Dourbies, La Couvertoirade, Nant et Saint-Jean-du-Bruel.

### Hydrographie

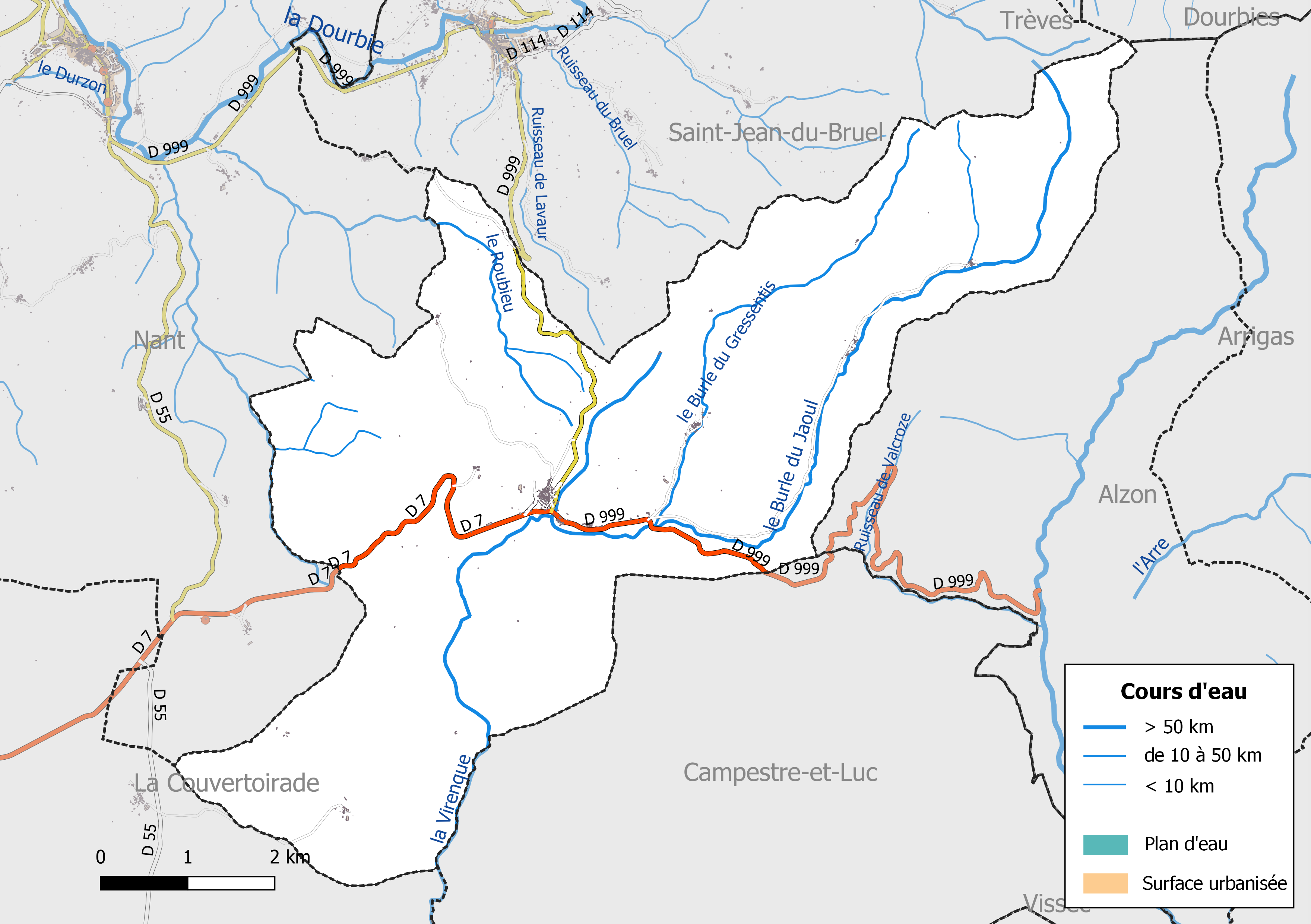
Réseaux hydrographique et routier de Sauclières.

La commune est drainée par la Virenque, le Burle du Jaoul, le Burle du Gressentis, le Roubieu, le ruisseau de Brevinque, le ruisseau de Quatrefages et par divers petits cours d'eau.
La Virenque, d'une longueur totale de 24,5 km, prend sa source dans la commune de Sauclières et se jette  dans la Vis à Vissec (30), après avoir arrosé 6 communes.
Le Burle du Jaoul, d'une longueur totale de 10,3 km, prend sa source dans la commune de Saint-Jean-du-Bruel et se jette  dans la Virenque à Sauclières, après avoir arrosé 2 communes.

### Climat
Pour des articles plus généraux, voir Climat de l'Occitanie et Climat de l'Aveyron.
En 2010, le climat de la commune est de type climat des marges montargnardes, selon une étude s'appuyant sur une série de données couvrant la période 1971-2000. En 2020, Météo-France publie une typologie des climats de la France métropolitaine dans laquelle la commune est dans une zone de transition entre le climat de montagne et le climat méditerranéen et est dans la région climatique Sud-est du Massif Central, caractérisée par une pluviométrie annuelle de 1 000 à 1 500 mm, minimale en été, maximale en automne.
Pour la période 1971-2000, la température annuelle moyenne est de 9,9 °C, avec une amplitude thermique annuelle de 15,7 °C. Le cumul annuel moyen de précipitations est de 1 068 mm, avec 10,3 jours de précipitations en janvier et 4,7 jours en juillet. Pour la période 1991-2020, la température moyenne annuelle observée sur la station météorologique la plus proche, située sur la commune de La Cavalerie à 17 km à vol d'oiseau, est de 10,1 °C et le cumul annuel moyen de précipitations est de 934,2 mm,. Pour l'avenir, les paramètres climatiques de la commune estimés pour 2050 selon différents scénarios d'émission de gaz à effet de serre sont consultables sur un site dédié publié par Météo-France en novembre 2022.

### Milieux naturels et biodiversité

#### Espaces protégés
La protection réglementaire est le mode d’intervention le plus fort pour préserver des espaces naturels remarquables et leur biodiversité associée.
Dans ce cadre, la commune fait partie d'un espace protégé, le Parc naturel régional des Grands Causses, créé en 1995 et d'une superficie de 327 937 ha, qui s'étend sur 97 communes. Ce territoire rural habité, reconnu au niveau national pour sa forte valeur patrimoniale et paysagère, s’organise autour d’un projet concerté de développement durable, fondé sur la protection et la valorisation de son patrimoine,,.

#### Sites Natura 2000

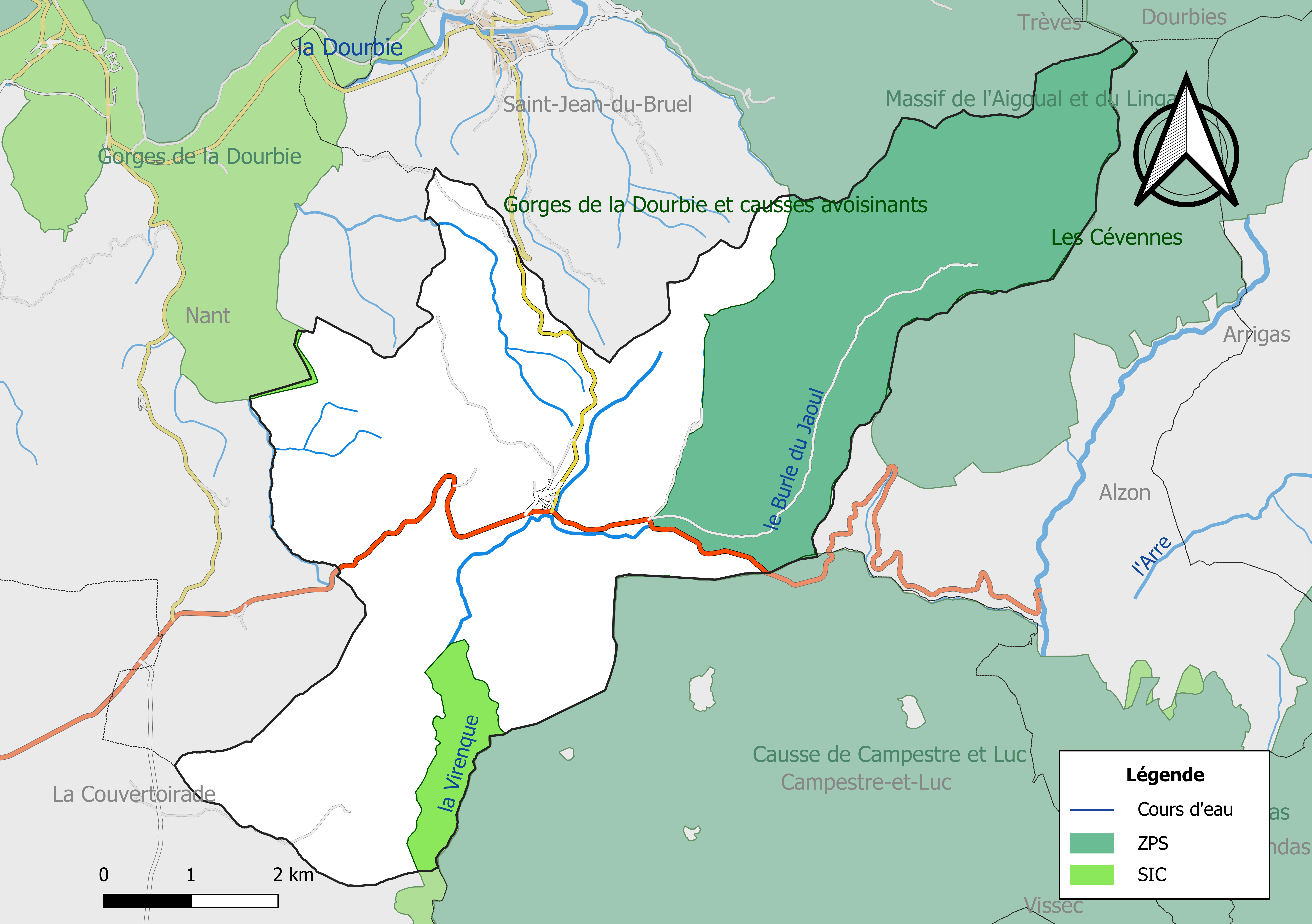
Sites Natura 2000 sur le territoire communal.

Le réseau Natura 2000 est un réseau écologique européen de sites naturels d’intérêt écologique élaboré à partir des Directives « Habitats » et « Oiseaux ». Ce réseau est constitué de Zones spéciales de conservation (ZSC) et de Zones de protection spéciale (ZPS). Dans les zones de ce réseau, les États Membres s'engagent à maintenir dans un état de conservation favorable les types d'habitats et d'espèces concernés, par le biais de mesures réglementaires, administratives ou contractuelles.
Un site Natura 2000 a été défini sur la commune au titre de la « directive Habitats » : 
- les « Gorges de la Vis et de la Virenque », d'une superficie de 246 ha, partagées avec la commune de La Couvertoirade, sont des gorges et parois rocheuses avec rivière intermittente dont la végétation est formée de garrigues à buis et à amélanchiers, de taillis de chênes verts et de chênes pubescents et de hêtres[16] ;

et un  au titre de la « directive Oiseaux » :  
- les « Gorges de la Dourbie et causses avoisinants », d'une superficie de 28 057 ha sur 13 communes dont 8 dans l'Aveyron et 5 dans le Gard, qui comprennent une grande partie du causse Noir, du causse du Larzac et du causse Bégon, ainsi que les gorges qui les séparent. Dix-sept espèces de l'annexe 1 se reproduisent sur le site, parmi lesquelles huit espèces de rapaces[17].

#### Zones naturelles d'intérêt écologique, faunistique et floristique
L’inventaire des zones naturelles d'intérêt écologique, faunistique et floristique (ZNIEFF) a pour objectif de réaliser une couverture des zones les plus intéressantes sur le plan écologique, essentiellement dans la perspective d’améliorer la connaissance du patrimoine naturel national et de fournir aux différents décideurs un outil d’aide à la prise en compte de l’environnement dans l’aménagement du territoire.
Le territoire communal de Sauclières comprend trois ZNIEFF de type 1, : 
- les « Gorges de la Dourbie et ses affluents » (14 060 ha), couvrant 11 communes dont 6 dans l'Aveyron et 5 dans le Gard[19] ;
- les « Gorges de la Virenque » (1 202 ha), couvrant 4 communes dont 2 dans l'Aveyron, 1 dans le Gard et 1 dans l'Hérault[20] ;
- les « Gorges de la Virenque et pic de Saint-Guiral » (1 003 ha), couvrant 5 communes dont 2 dans l'Aveyron et 3 dans le Gard[21] ;

et deux ZNIEFF de type 2, : 
- le « causse du Larzac » (50 424 ha), qui s'étend sur 23 communes dont 21 dans l'Aveyron et 2 dans l'Hérault[22] ;
- les « causses de Campestre » (3 558 ha), qui s'étend sur 4 communes dont 1 dans l'Aveyron et 3 dans le Gard[23].

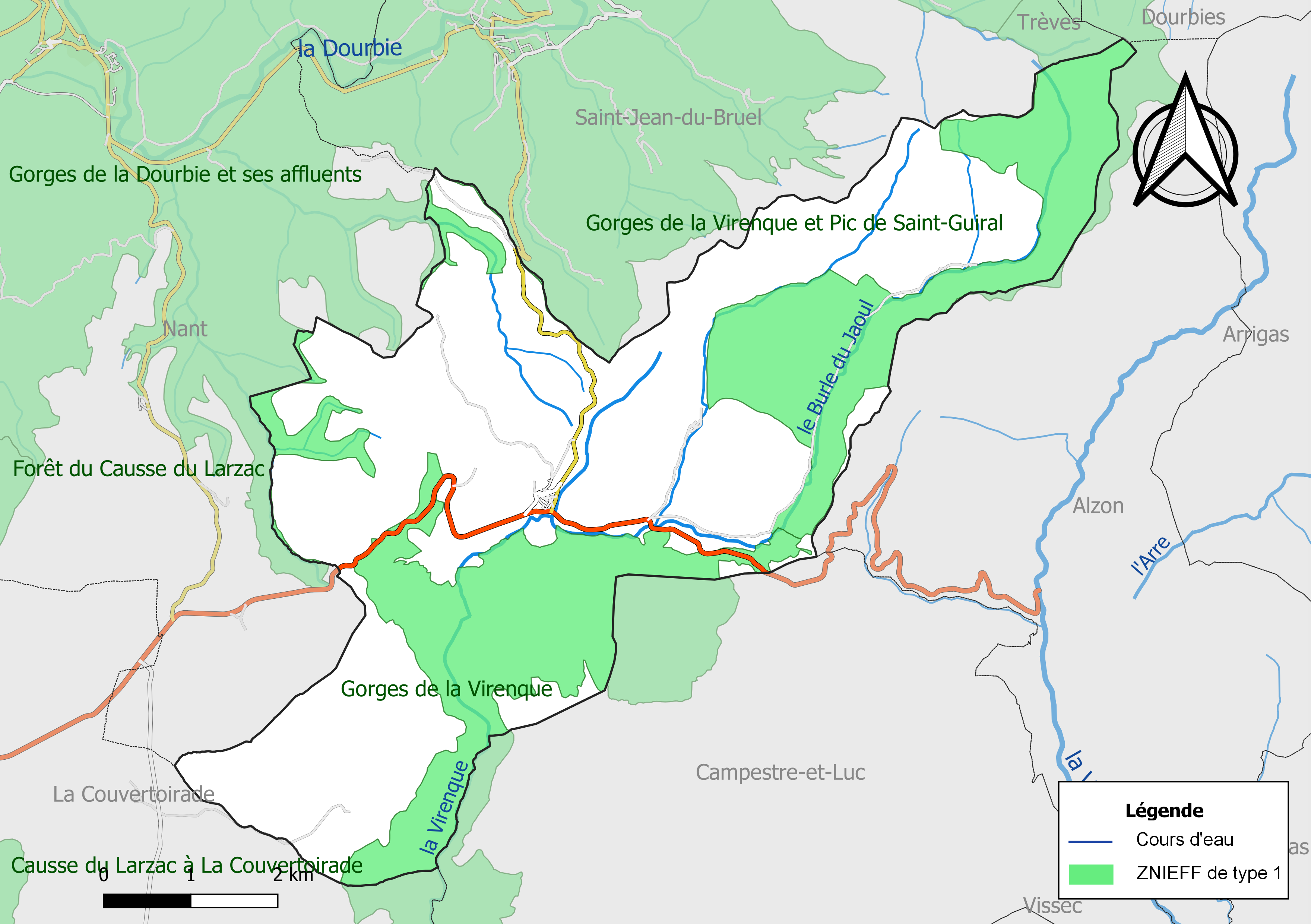
Carte des ZNIEFF de type 1 de la commune.
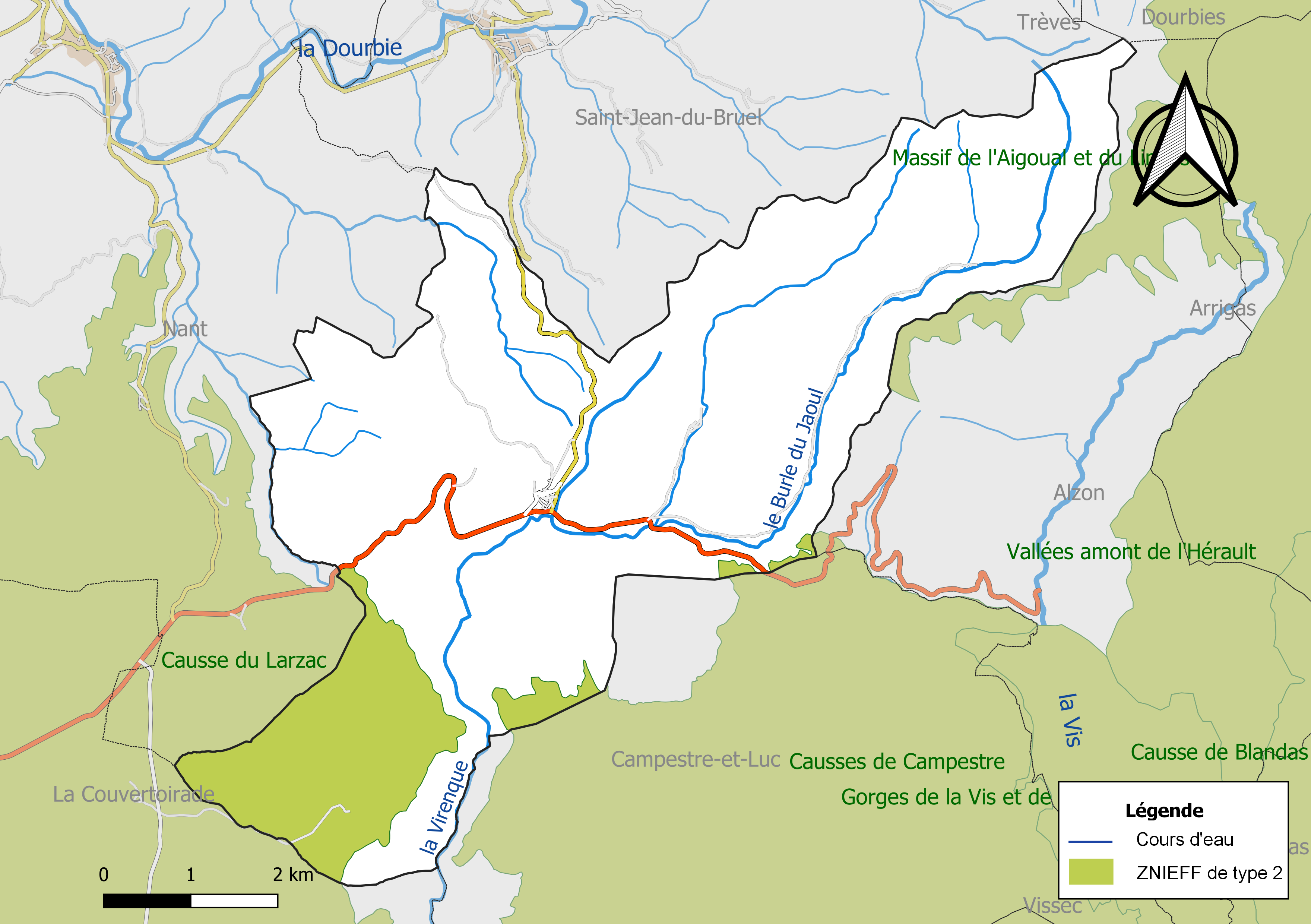
Carte des ZNIEFF de type 2 de la commune.

## Urbanisme

### Typologie
Au 1er janvier 2024, Sauclières est catégorisée commune rurale à habitat très dispersé, selon la nouvelle grille communale de densité à 7 niveaux définie par l'Insee en 2022.
Elle est située hors unité urbaine et hors attraction des villes,.

### Occupation des sols

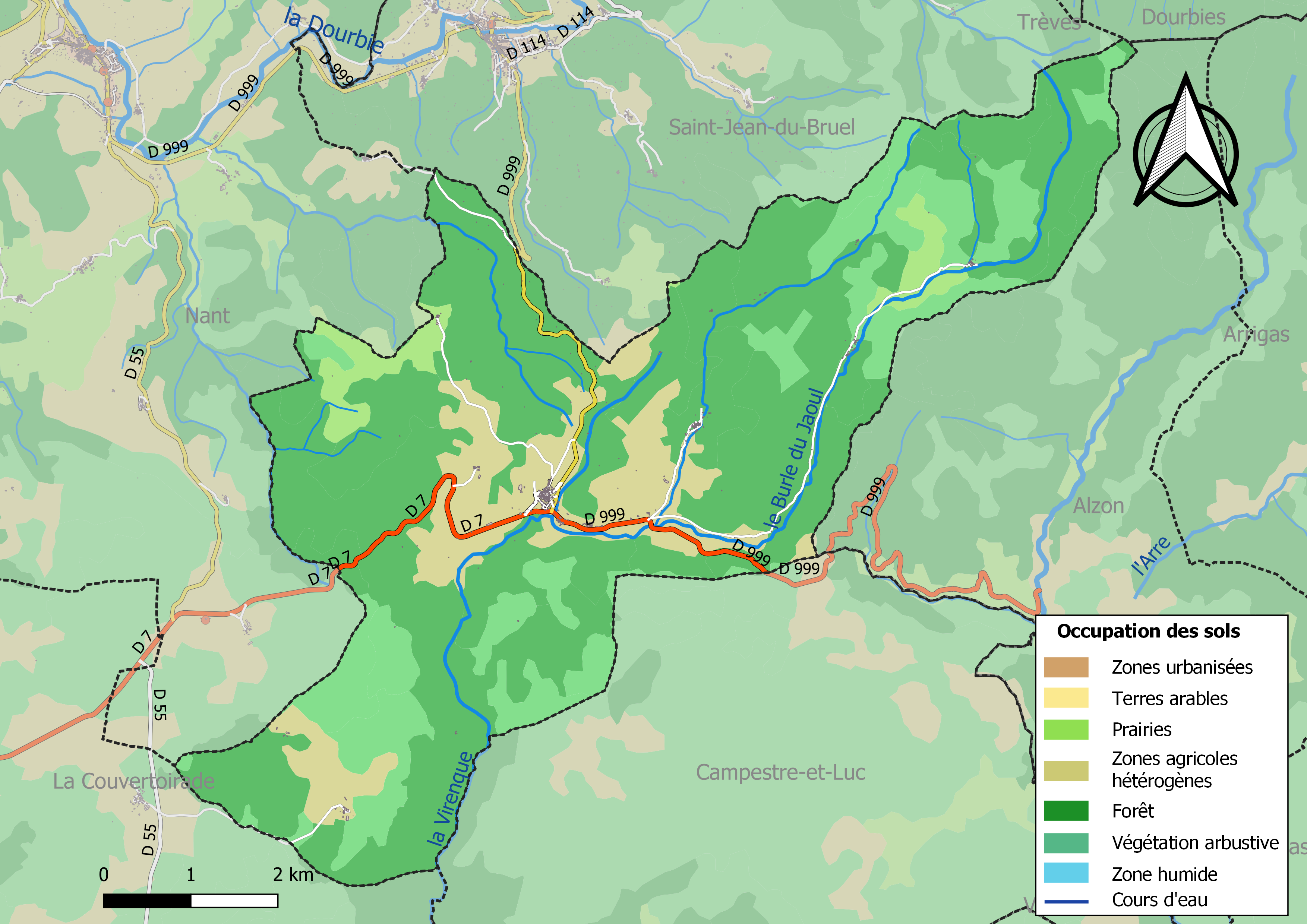
Infrastructures et occupation des sols de la commune de Sauclières.

L'occupation des sols de la commune, telle qu'elle ressort de la base de données européenne d’occupation biophysique des sols Corine Land Cover (CLC), est marquée par l'importance des forêts et milieux semi-naturels (82,5 % en 2018), une proportion sensiblement équivalente à celle de 1990 (81,8 %). La répartition détaillée en 2018 est la suivante : 
forêts (64,6 %), milieux à végétation arbustive et/ou herbacée (17,9 %), zones agricoles hétérogènes (13,5 %), prairies (4 %).

### Planification
La loi SRU du 13 décembre 2000 a incité fortement les communes à se regrouper au sein d’un établissement public, pour déterminer les partis d’aménagement de l’espace au sein d’un SCoT, un document essentiel d’orientation stratégique des politiques publiques à une grande échelle. La commune est dans le territoire du SCoT du Parc naturel régional des Grands Causses, approuvé le vendredi 7 juillet 2017 par le comité syndical et mis à l’enquête publique en décembre 2019. La structure porteuse est le Pôle d'équilibre territorial et rural du PNR des Grands Causses, qui associe huit communautés de communes, notamment la communauté de communes Larzac et Vallées, dont la commune est membre.
La commune disposait en 2017 d'un plan local d'urbanisme en révision. Le zonage réglementaire et le règlement associé peuvent être consultés sur le Géoportail de l'urbanisme.

### Risques majeurs
Le territoire de la commune de Sauclières est vulnérable à différents aléas naturels : climatiques (hiver exceptionnel ou canicule), feux de forêts et séisme (sismicité faible).
Il est également exposé à un risque particulier, le risque radon,.

#### Risques naturels
Le Plan départemental de protection des forêts contre les incendies découpe le département de l’Aveyron en sept « bassins de risque » et définit une sensibilité des communes à l’aléa feux de forêt (de faible à très forte). La commune est classée en sensibilité très forte.
Les mouvements de terrains susceptibles de se produire sur la commune sont soit des mouvements liés au retrait-gonflement des argiles, soit des effondrements liés à des cavités souterraines. Le phénomène de retrait-gonflement des argiles est la conséquence d'un changement d'humidité des sols argileux. Les argiles sont capables de fixer l'eau disponible mais aussi de la perdre en se rétractant en cas de sécheresse. Ce phénomène peut provoquer des dégâts très importants sur les constructions (fissures, déformations des ouvertures) pouvant rendre inhabitables certains locaux. La carte de zonage de cet aléa peut être consultée sur le site de l'observatoire national des risques naturels Géorisques. Une autre carte permet de prendre connaissance des cavités souterraines localisées sur la commune,.

#### Risque particulier
Dans plusieurs parties du territoire national, le radon, accumulé dans certains logements ou autres locaux, peut constituer une source significative d’exposition de la population aux rayonnements ionisants. Toutes les communes du département sont concernées par le risque radon à un niveau plus ou moins élevé. Selon le dossier départemental des risques majeurs du département établi en 2013, la commune de Sauclières est classée à risque moyen à élevé. Un décret du 4 juin 2018 a modifié la terminologie du zonage définie dans le code de la santé publique et a été complété par un arrêté du 27 juin 2018 portant délimitation des zones à potentiel radon du territoire français. La commune est désormais en zone 3, à savoir zone à potentiel radon significatif.

## Histoire

### Préhistoire
Il y a 200 millions d'années, les dinosaures ont laissé les empreintes de leur passage à la Baurette, notamment du genre Grallator avec une espèce particulière Grallator sauclierensis.

### Antiquité
Au temps des Romains, Sauclières est un lieu de passage et de liaison. L'axe naturel  Nîmes-Le Vigan vers le Larzac et Millau par la vallée de la Dourbie passait par là.

### Moyen Âge
Au Moyen Âge, Sauclières est le siège d'un prieuré bénédictin (église du XIIe siècle) relevant de l'abbaye de Nant, possessions de l'Abbaye de Saint-Guilhem-le-Désert et dépendances du château d'Algues (Nant).

### La voie ferrée Le Vigan - Tournemire
Au XIXe siècle, la voie ferrée Le Vigan - Tournemire (aujourd'hui désaffectée) est construite, dont la gare de Sauclières était la principale étape.
- 21 juillet 1879 : la Chambre des Députés adopte le projet de construction.
- 1885 - 1896 : construction de la ligne.
- 24 août 1896 : ouverture au public par la Compagnie des chemins de fer du Midi.
- 15 mai 1939 : fermeture du trafic « voyageurs ».
- 1955 : fermeture définitive et démantèlement.

Les travaux que l'on peut qualifier de gigantesques ont duré 11 ans. Le trajet de 62 km comporte 37 tunnels, 14 viaducs, des passages en remblai, en tranchée, des aqueducs, et des ponts innombrables, le tout en pierre de taille et pour un coût de 31 164 000 Francs de l'époque. Sur cet itinéraire, Sauclières était la gare principale en raison de la topographie des lieux (au sommet des pentes les plus sévères - 33/1000), nécessitant le dédoublement et l'approvisionnement des machines (eau, charbon…). Sauclières était quasiment à égale distance du Vigan et de Tournemire. Par ailleurs, la gare assurait la desserte des communes de Saint-Jean-du-Bruel, Dourbies, Lanuéjols, Trèves et Campestre-et-Luc.
Le mouvement des voyageurs (diligences) et des marchandises (attelages de bœufs et de chevaux) donnait une animation permanente aux alentours de la gare où étaient programmés chaque jour trois trains mixtes (voyageurs-marchandises) dans les deux sens. Cette période qui dura environ un quart de siècle fut l'apogée de la commune de Sauclières, tant en ce qui concerne la population que l'activité économique diversifiée. La population d'environ 700 habitants en 1880 a probablement dépassé les 1 000 pendant la décennie des travaux de construction, pour retomber et ne cesser de décroître à partir de 1914. Le train a supplanté le transport hippomobile, mais l'âge d'or de la vapeur ne dura que quelques décennies.
La construction de la ligne de chemin de fer a été pour Sauclières une source de prospérité et de progrès. De nombreuses personnes, directement ou indirectement, y trouvèrent un emploi. Ainsi, dans la construction, les tailleurs de pierre exploitèrent les carrières locales pour construire des maisons particulières et des bâtiments publics. Les produits agricoles trouvèrent des débouchés : le bois vers la distillerie (Progil), le boisage des galeries de mines, les piquets de vigne, le fumier, le fourrage vers les exploitations du Languedoc. Une industrie (« le câble ») s'installa pour assurer l'expédition du minerai (exploitation du plomb et du zinc, de 1900 à 1933) provenant par câble aérien des mines de Villemagne, dans le massif de l'Aigoual.

## Politique et administration

### Découpage territorial
La commune de Sauclières est membre de la communauté de communes Larzac et Vallées, un établissement public de coopération intercommunale (EPCI) à fiscalité propre créé le 13 décembre 2004 dont le siège est à Cornus. Ce dernier est par ailleurs membre d'autres groupements intercommunaux.
Sur le plan administratif, elle est rattachée à l'arrondissement de Millau, au département de l'Aveyron et à la région Occitanie. Sur le plan électoral, elle dépend du  canton des Causses-Rougiers pour l'élection des conseillers départementaux, depuis le redécoupage cantonal de 2014 entré en vigueur en 2015, et de la troisième circonscription de l'Aveyron  pour les élections législatives, depuis le dernier découpage électoral de 2010.

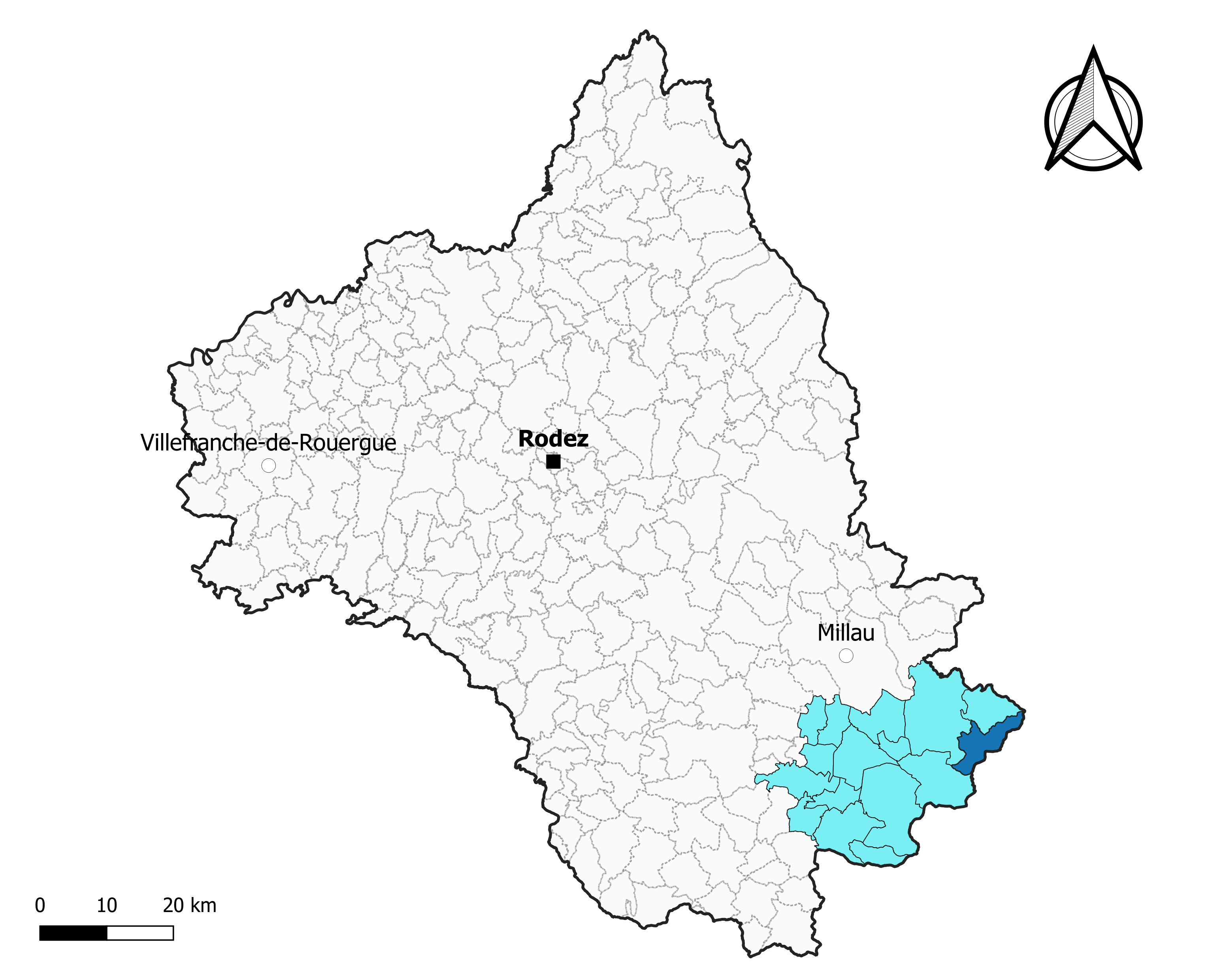
Sauclières dans l'intercommunalité en 2020.
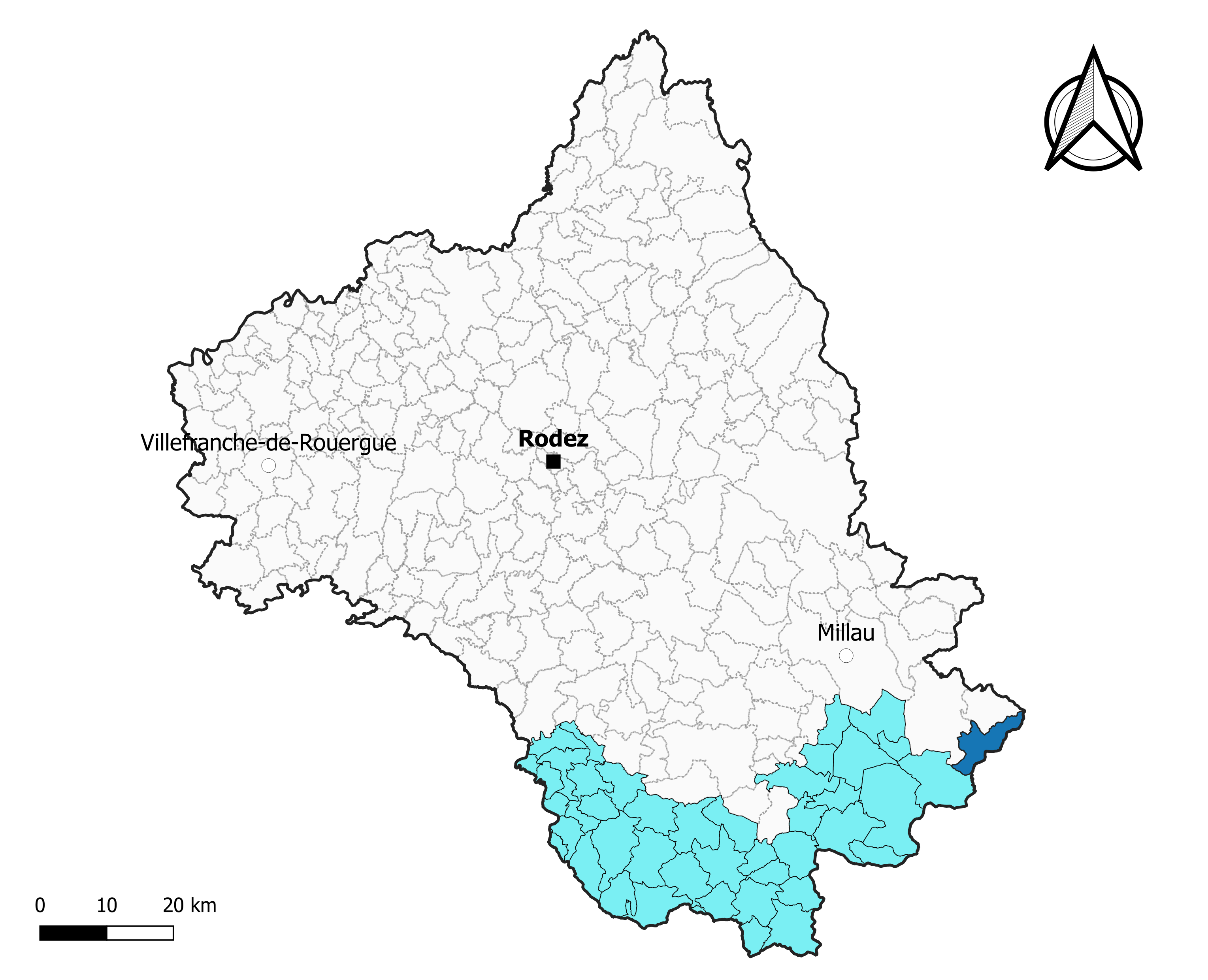
Sauclières dans le canton des Causses-Rougiers en 2020.
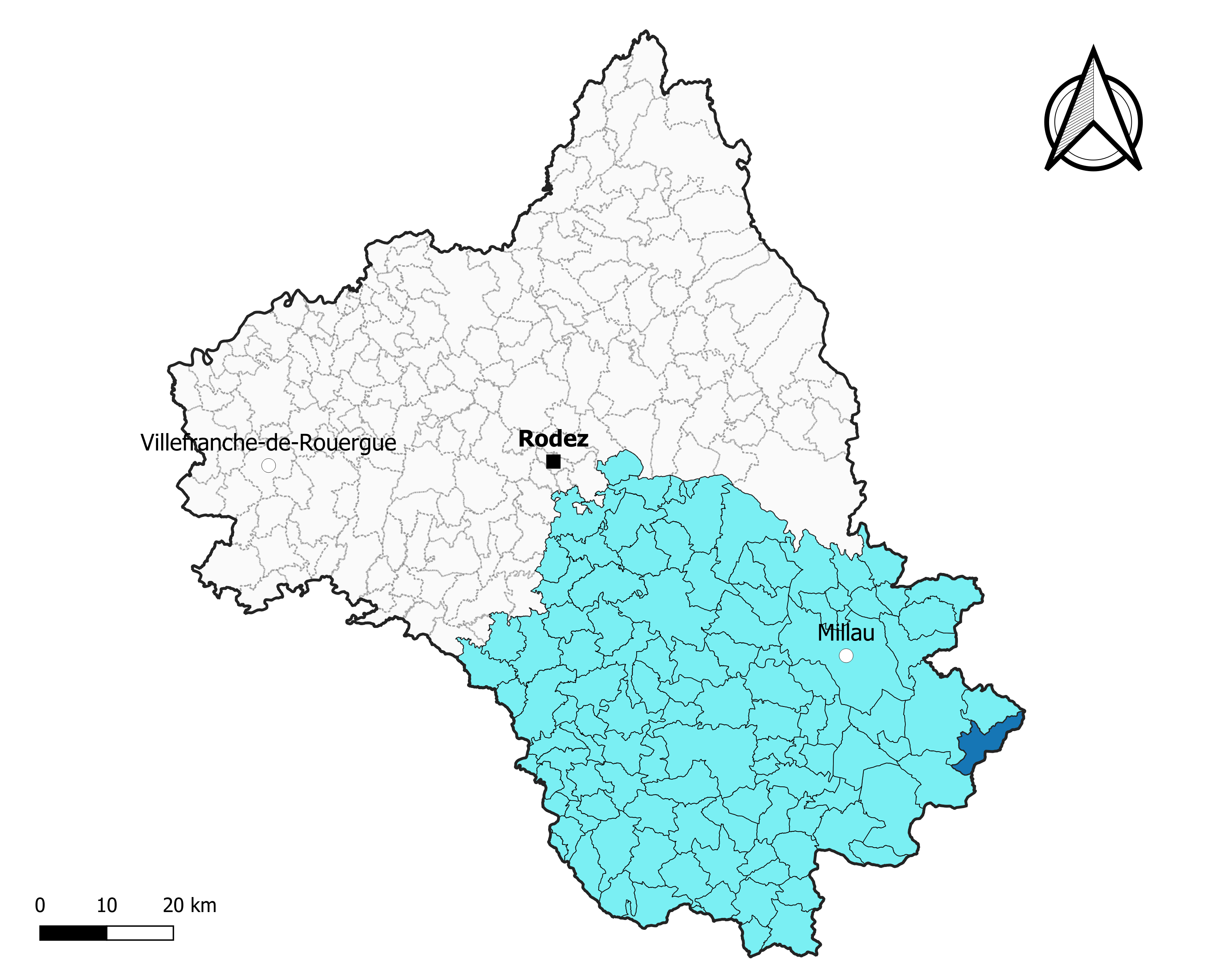
Sauclières dans l'arrondissement de Millau en 2020.

### Élections municipales et communautaires

#### Élections de 2020
Le conseil municipal de Sauclières, commune de moins de 1 000 habitants, est élu au scrutin majoritaire plurinominal à deux tours avec candidatures isolées ou groupées et possibilité de panachage. Compte tenu de la population communale, le nombre de sièges à pourvoir lors des élections municipales de 2020 est de 11. La totalité des onze candidats en lice est élue dès le premier tour, le 15 mars 2020, avec un taux de participation de 77,25 %.
Bernadette Negros, maire sortante, est réélue pour un nouveau mandat le 23 mai 2020.
Dans les communes de moins de 1 000 habitants, les conseillers communautaires sont désignés parmi les conseillers municipaux élus en suivant l’ordre du tableau (maire, adjoints puis conseillers municipaux) et dans la limite du nombre de sièges attribués à la commune au sein du conseil communautaire. Un siège est attribué à la commune au sein de la communauté de communes Larzac et Vallées.

#### Liste des maires:
| Début | Fin   | Nom           | Prénom                  |
| ----- | ----- | ------------- | ----------------------- |
| 1793  | 1794  | ANDRIEU       | Amans                   |
| 1794  | 1795  | ROQUELONGUE   | Jean-Baptiste           |
| 1796  | 1797  | GUIBAL        | Pierre                  |
| 1797  | 1798  | ROQUELONGUE   | Jean-Baptiste           |
| 1798  | 1808  | GUIBAL        | Pierre                  |
| 1808  | 1816  | SALZE         | Jean                    |
| 1816  | 1826  | ROQUELONGUE   | Jean-Baptiste           |
| 1826  | 1837  | PEPIN GERMAIN | Antoine                 |
| 1837  | 1848  | MARCORELLES   | Louis-Antoine           |
| 1848  | 1859  | GUIBAL        | Pierre-Victor           |
| 1859  | 1867  | MARCORELLES   | Louis-Antoine           |
| 1867  | 1877  | GUIBAL        | Jean-Victor             |
| 1877  | 1886  | GUIBAL        | Louis Antoine Alexandre |
| 1886  | 1888  | ARNAL         | Jean                    |
| 1888  | 1919  | GUIBAL        | Louis                   |
| 1920  | 1922  | GONTIER       | Émile                   |
| 1929? | 1950? | GONTIER       | Louis                   |

| Période                                  | Période  | Identité           | Étiquette | Qualité                          |
| ---------------------------------------- | -------- | ------------------ | --------- | -------------------------------- |
| 1989                                     |          | Daniel Atcher      | PS        | Retraité de la fonction publique |
| avril 2019                               | En cours | Bernadette Negros, |           | Ancienne cadre                   |
| Les données manquantes sont à compléter. |          |                    |           |                                  |

## Démographie
L'évolution du nombre d'habitants est connue à travers les recensements de la population effectués dans la commune depuis 1793. Pour les communes de moins de 10 000 habitants, une enquête de recensement portant sur toute la population est réalisée tous les cinq ans, les populations de référence des années intermédiaires étant quant à elles estimées par interpolation ou extrapolation. Pour la commune, le premier recensement exhaustif entrant dans le cadre du nouveau dispositif a été réalisé en 2007.

En 2022, la commune comptait 182 habitants, en évolution de +14,47 % par rapport à 2016 (Aveyron : +0,37 %, France hors Mayotte : +2,11 %).
| 1793 | 1800 | 1806  | 1821  | 1831  | 1836 | 1841 | 1846 | 1851 |
| ---- | ---- | ----- | ----- | ----- | ---- | ---- | ---- | ---- |
| 718  | 799  | 1 769 | 1 845 | 1 876 | 869  | 837  | 894  | 900  |

| 1856 | 1861 | 1866 | 1872 | 1876 | 1881 | 1886 | 1891 | 1896 |
| ---- | ---- | ---- | ---- | ---- | ---- | ---- | ---- | ---- |
| 794  | 766  | 737  | 684  | 691  | 712  | 651  | 980  | 592  |

| 1901 | 1906 | 1911 | 1921 | 1926 | 1931 | 1936 | 1946 | 1954 |
| ---- | ---- | ---- | ---- | ---- | ---- | ---- | ---- | ---- |
| 574  | 614  | 555  | 471  | 463  | 393  | 366  | 325  | 299  |

| 1962 | 1968 | 1975 | 1982 | 1990 | 1999 | 2006 | 2007 | 2012 |
| ---- | ---- | ---- | ---- | ---- | ---- | ---- | ---- | ---- |
| 279  | 242  | 198  | 173  | 202  | 189  | 187  | 187  | 147  |

| 2017 | 2022 | - | - | - | - | - | - | - |
| ---- | ---- | - | - | - | - | - | - | - |
| 170  | 182  | - | - | - | - | - | - | - |

## Économie

### Revenus
En 2018  (données Insee publiées en septembre 2021), la commune compte 83 ménages fiscaux, regroupant 157 personnes. La médiane du revenu disponible par unité de consommation est de 20 250 € (20 640 € dans le département).

### Emploi
| Division       | 2008   | 2013   | 2018  |
| -------------- | ------ | ------ | ----- |
| Commune        | 10,5 % | 12,5 % | 4,9 % |
| Département    | 5,4 %  | 7,1 %  | 7,1 % |
| France entière | 8,3 %  | 10 %   | 10 %  |

En 2018, la population âgée de 15 à 64 ans s'élève à 101 personnes, parmi lesquelles on compte 76,5 % d'actifs (71,6 % ayant un emploi et 4,9 % de chômeurs) et 23,5 % d'inactifs,. En  2018, le taux de chômage communal (au sens du recensement) des 15-64 ans est inférieur à celui de la France et du département, alors qu'en 2008 la situation était inverse.
La commune est hors attraction des villes,. Elle compte 75 emplois en 2018, contre 67 en 2013 et 74 en 2008. Le nombre d'actifs ayant un emploi résidant dans la commune est de 75, soit un indicateur de concentration d'emploi de 100 % et un taux d'activité parmi les 15 ans ou plus de 53,7 %.
Sur ces 75 actifs de 15 ans ou plus ayant un emploi, 37 travaillent dans la commune, soit 49 % des habitants. Pour se rendre au travail, 60 % des habitants utilisent un véhicule personnel ou de fonction à quatre roues, 2,7 % les transports en commun, 22,6 % s'y rendent en deux-roues, à vélo ou à pied et 14,7 % n'ont pas besoin de transport (travail au domicile).

### Activités hors agriculture
19 établissements sont implantés  à Sauclières au 31 décembre 2019.
Le secteur du commerce de gros et de détail, des transports, de l'hébergement et de la restauration est prépondérant sur la commune puisqu'il représente 36,8 % du nombre total d'établissements de la commune (7 sur les 19 entreprises implantées  à Sauclières), contre 27,5 % au niveau départemental.

### Agriculture
|               | 1988 | 2000 | 2010  | 2020  |
| ------------- | ---- | ---- | ----- | ----- |
| Exploitations | 16   | 10   | 6     | 7     |
| SAU (ha)      | 639  | 995  | 1 197 | 1 680 |

La commune est dans les Grands Causses, une petite région agricole occupant le sud-est du département de l'Aveyron. En 2020, l'orientation technico-économique de l'agriculture  sur la commune est l'élevage d'équidés et/ou d' autres herbivores. Sept exploitations agricoles ayant leur siège dans la commune sont dénombrées lors du recensement agricole de 2020 (16 en 1988). La superficie agricole utilisée est de 1 680 ha,,.

## Culture locale et patrimoine

### Lieux et monuments
- Église de l'Assomption de Sauclières. De style roman du XIIe siècle. Elle possède un petit campanile au sommet de son clocher, une caractéristique courante aux alentours, aux limites du Gard, de la Lozère et de l'Aveyron.
- Fontaine de la place. Établie il y a environ 130 ans, elle comporte une colonne supportant une vasque et une coquille de grès.
- Four à pain communal.
- Architecture des maisons édifiées en grès rose.
- Musée d'Automates.

### Personnalités liées à la commune
- Claude Atcher : né le 6 décembre 1955 à Sauclières[60], est un joueur français de rugby à XV devenu ensuite organisateur d'évènements sportifs internationaux puis dirigeant d'entreprises.

### Héraldique
| Blason de Sauclières | Blason  | Parti : au 1er d'or au tonneau de gueules posé en pal, au 2e de gueules à la branche de saule au naturel. |
| Blason de Sauclières | Détails | Le statut officiel du blason reste à déterminer.                                                          |

## Au cinéma
Le film Miséricorde d'Alain Guiraudie, sorti en 2024 y a été tourné (le village est renommé Saint-Martial dans le film). Le réalisateur est né à Villefranche-de-Rouergue.